# Virgilio
Publio Virgilio Marón  (Virgilio, 70 a. C.-Brundisium, 19 a. C.), más conocido por su nomen Virgilio, fue un poeta romano, autor de la Eneida, las Bucólicas y las Geórgicas. En la obra de Dante Alighieri la Divina comedia aparece como su guía a través del Infierno y del Purgatorio.
Formado en las escuelas de Mantua, Cremona, Milán, Roma y Nápoles, se mantuvo siempre en contacto con los círculos culturales más notables. Estudió filosofía, matemáticas y retórica, y se interesó por la astrología, medicina, zoología y botánica. De una primera etapa influido por el epicureísmo, evolucionó hacia un platonismo místico, por lo que su producción se considera una de las más perfectas síntesis de las corrientes espirituales de Roma.
Fue el creador de una grandiosa obra en la que se muestra como un fiel reflejo del hombre de su época, con sus ilusiones y sus sufrimientos, a través de una forma de gran perfección estilística.

## Biografía
Virgilio nació en Andes, actual Virgilio, una aldea próxima a Mantua, en la región italiana de Venetia et Histria el 15 de octubre del año 70 a. C. Según Macrobio era de origen humilde, sin embargo, el consenso entre los doctos tiende a afirmar que su familia era de terratenientes que pertenecían a los équites. Recibió una esmerada educación y pudo estudiar retórica y poesía gracias a la protección del político Cayo Mecenas. Sus primeros años los pasó en su ciudad natal, pero al llegar a la adolescencia se trasladó a Cremona, Milán y Roma para completar su formación. En Roma se introdujo en el círculo de los poetae novi. A esta época pertenecen sus primeras composiciones poéticas, recogidas bajo la denominación de Apéndice Virgiliano.
Llegó a Nápoles en el año 48 a. C. para estudiar con el maestro epicúreo Sirón. Por entonces estalló la guerra civil tras el asesinato de Julio César, lo que afectó a Virgilio, quien incluso vio peligrar su patrimonio. Pasó gran parte de su vida en Nápoles y Nola. Fue amigo del poeta Horacio y de Augusto, desde antes de que este se convirtiera en emperador.
Entre los años 42 y 39 a. C. escribió las Églogas o Bucólicas, que dejan entrever los deseos de pacificación de Virgilio en unos poemas que exaltan la vida pastoril, a imitación de los Idilios del poeta griego Teócrito. Aunque estilizados e idealizadores de los personajes campesinos, incluyen referencias a hechos y personas de su tiempo. En la famosa égloga IV, se canta la llegada de un niño que traerá una nueva edad dorada a Roma. La cultura cristiana posterior buscó aquí un vaticinio del nacimiento de su figura más importante, Jesucristo.
Entre los años 36 y 29 a. C., compuso, a instancia de Mecenas, las Geórgicas, poema que es un tratado de la agricultura, destinado a proclamar la necesidad de restablecer el mundo campesino tradicional en Italia.
A partir del año 29 a. C., inicia la composición de su obra más ambiciosa, la Eneida, cuya redacción lo ocupó once años, un poema en doce libros que relata las peripecias del troyano Eneas desde su fuga de Troya hasta su victoria militar en Italia. La intención evidente de la obra era la de dotar de una épica a su patria, y vincular su cultura con la tradición griega. Eneas lleva a su padre Anquises sobre sus hombros y su hijo Ascanio de la mano. En Cartago, en la costa de África, se enamora de él la reina Dido, quien se suicida tras la partida del héroe. En Italia, Eneas vence a Turno, rey de rútulos. El hijo de Eneas, Ascanio, funda Alba Longa. Según Virgilio, los romanos eran descendientes de Ascanio, y por lo tanto del propio Eneas. El estilo de la obra es más refinado que el de los cantos griegos en los que se inspiró.
Había ya escrito la Eneida, cuando realizó un viaje por Asia Menor y Grecia, con el fin de constatar la información que había volcado en su poema más famoso. En Atenas se encontró con Augusto y regresó con él a Italia, ya enfermo. A su llegada a Brindisi, pidió al emperador antes de morir que destruyera la Eneida. Augusto se opuso rotundamente y no cumplió la petición, para gloria de la literatura latina. Murió en esta ciudad el 21 de septiembre del año 19 a. C.
Su nomen original (Vergilius) se alteró en el siglo IV a Virgilius quizá por influencia fonética debida a las palabras virgo y virga que significan «tímido» y «varita de mago», apodos que se le atribuían al poeta.[cita requerida]

## Obras
- Las Bucólicas
- La Eneida
- Las Geórgicas

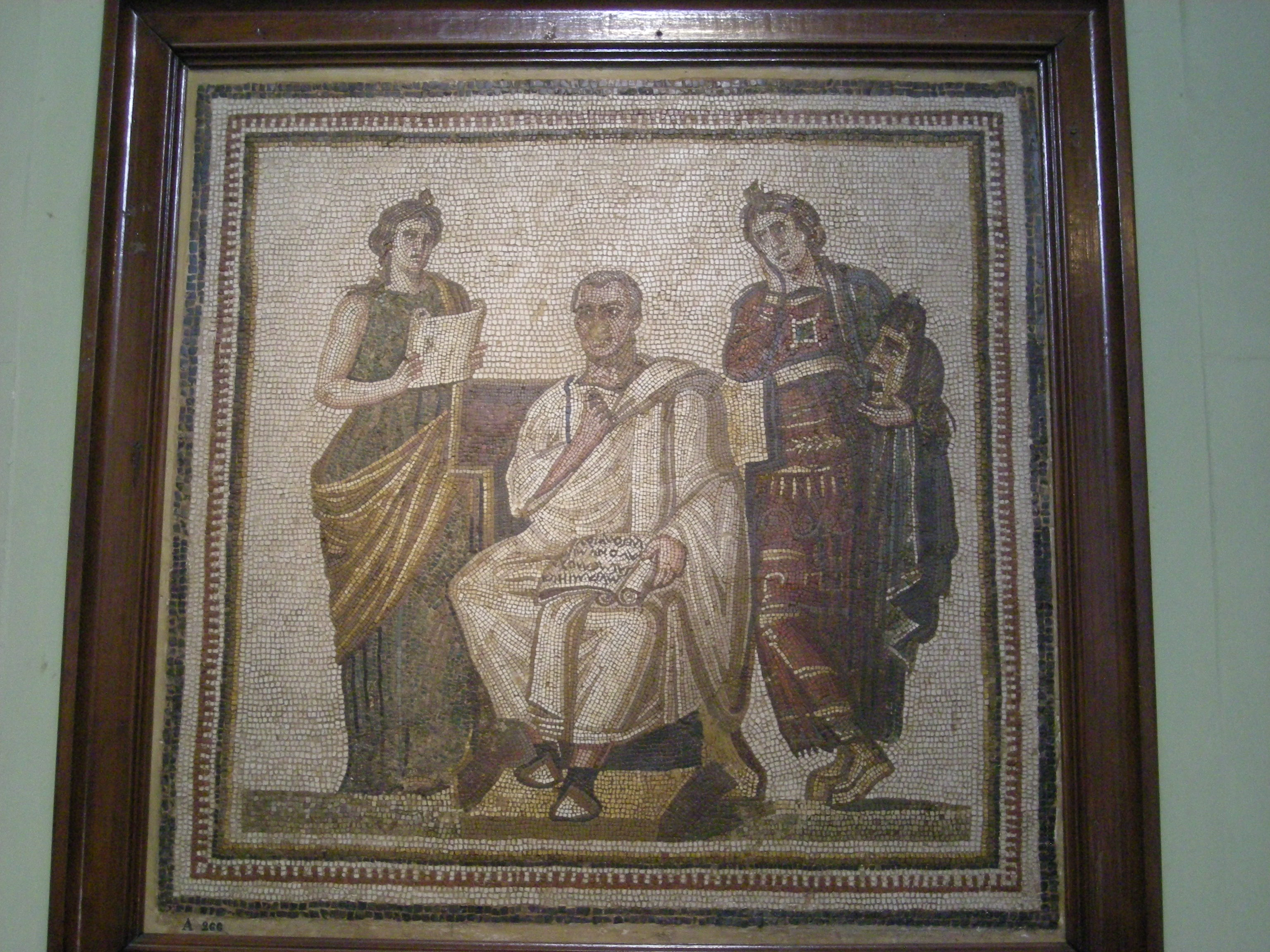
Mosaico con el poeta latino Virgilio junto a Clío, musa de la Historia, y Melpómene, musa de la Tragedia. Museo del Bardo, Túnez; hallado en Susa.

- Un conjunto de obras menores conocido, desde que Escalígero le dio ese nombre en su edición de 1573, como Appendix Vergiliana, atribuida a Virgilio en la Antigüedad, pero de cuya autenticidad dudan bastantes especialistas modernos, en la que se recogen poemas como Culex, Dirae, Aetna, Ciris, Catalepton, Cataleptum, Moretum,  Copa, y Elegiae in Maecenatem.
- En el Culex ('Mosquito'), éste alerta en un sueño al pastor que lo mató de que al picarlo le salvó la vida, y por eso el mosquito se ve honrado con una tumba por el pastor.
- Las Dirae o 'Maldiciones' son pronunciadas por el amante de una tierra que ha debido abandonar (arrebatada por unos veteranos del ejército romano); su enamorada Lydia se es honrada por un poema de amor que lleva su nombre y un elogio del campo donde ella vivía.
- El Aetna, consagrado al volcán Etna
- El Ciris: evocación de la metamorfosis en el pájaro Ciris de la princesa Escila, hija del rey de Megara.
- El Catalepton, manojo de poemas cortos, de los cuales algunos parecen auténticas obras de juventud de Virgilio.[3]

En una fase posterior, se han añadido aún a esta colección:
- La Copa: poema que lleva el nombre de una bailarina siria que invita a un viajero al placer de verla bailar en su casa.
- Las Elegiae in Maecenatem: pieza necrológica que refiere las últimas palabras de Mecenas, benefactor de Virgilio, dirigidas al emperador Augusto.
- El Moretum: poema gastronómico que describe con detalle la preparación de este plato local de la Cisalpina.

El perfecto verso de Virgilio fue elogiado y considerado ejemplar tanto entre sus coetáneos como en la Edad Media, el Renacimiento, y siguientes, al tiempo que la Eneida era desmenuzada como un tratado de filosofía y política, cuando no considerada la obra de un vidente. El esfuerzo de los renacentistas por unir el cristianismo con la cultura clásica encontró en Virgilio su principal referencia.
Dante tomó su figura como uno de los personajes principales de su obra la Divina comedia; representa la Razón, y ayuda a Dante a atravesar el Infierno y el Purgatorio. Por otra parte, Hermann Broch, en su novela La muerte de Virgilio, narra sus últimos días.

## Influencia

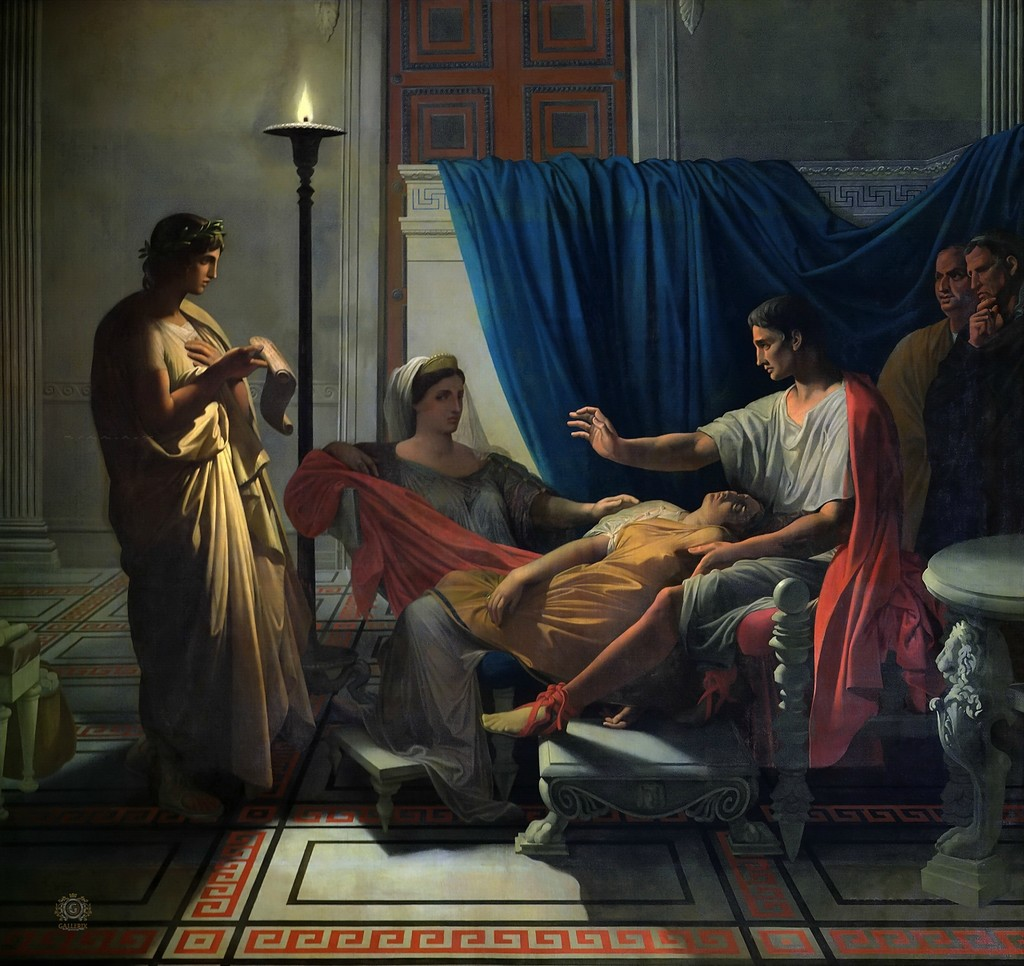
Virgilio lee la Eneida a Livia, Octavia y Augusto (1812), de Jean-Auguste-Dominique Ingres, Museo de los Agustinos, Toulouse

### En la Antigüedad
Las obras de Virgilio casi desde el momento de su publicación revolucionaron la poesía latina. Las Bucólicas, Geórgicas y, sobre todo, la Eneida se convirtieron en textos estándar en los programas escolares con los cuales todos los romanos educados estaban familiarizados. Los poetas que siguen a Virgilio a menudo se refieren intertextualmente a sus obras para generar significado en su propia poesía. El poeta Ovidio parodia las líneas iniciales de la Eneida en Amores 1.1.1-2, y su resumen de la historia de Eneas en el libro 14 de las Metamorfosis, la llamada «mini-Eneida», ha sido visto como un ejemplo particularmente importante de la respuesta postvirgiliana al género épico. La epopeya de Lucano, el Bellum civile, se ha considerado una epopeya antivirgiliana, prescindiendo del mecanismo divino, tratando acontecimientos históricos, y divergiendo drásticamente de la práctica épica de Virgilio. El poeta Flavio Estacio en su épica de 12 libros Tebaida se relaciona estrechamente con la poesía de Virgilio; en su epílogo aconseja a su poema que no "compita con la divina Eneida, sino que siga lejos y venere siempre sus pasos". En Silio Itálico, Virgilio encuentra a uno de sus admiradores más ardientes. Con casi todas las líneas de su épica Púnica Silio se refiere a Virgilio. De hecho, Silio es conocido por haber comprado la tumba de Virgilio y adorado al poeta. Parcialmente como resultado de su cuarta Égloga "mesiánica" —ampliamente interpretada más tarde como una predicción del nacimiento de Jesucristo— Virgilio tuvo en la antigüedad tardía la reputación de tener las habilidades mágicas de un vidente; las sortes Vergilianae, el proceso de utilizar la poesía de Virgilio como una herramienta de adivinación, se encuentra en la época de Adriano, y continuó hasta la Edad Media. En la misma línea Macrobio, en la Saturnalia, define la obra de Virgilio como la encarnación del conocimiento humano y la experiencia, reflejando la concepción griega de Homero. Virgilio también encontró comentaristas en la antigüedad. Servio, comentarista del siglo IV d. C., basó su trabajo en el comentario de Donato. El comentario de Servio proporciona una gran cantidad de información sobre la vida de Virgilio, sus fuentes y referencias; sin embargo, muchos eruditos modernos encuentran la calidad de su trabajo variable y frustrantes las interpretaciones a menudo simplistas.

### Antigüedad tardía y Edad Media
A medida que el imperio romano occidental se derrumbó, los hombres alfabetizados reconocieron que Virgilio era un maestro poeta. Gregorio de Tours lee a Virgilio, a quien cita en varios lugares, junto con otros poetas latinos, aunque advierte que «no debemos relacionar sus fábulas mentirosas, para que no caigamos en sentencia de muerte eterna».
Dante hizo de Virgilio su guía en el Infierno y la mayor parte del Purgatorio en la Divina comedia. Dante también menciona a Virgilio en De vulgari eloquentia, junto con Ovidio, Lucano y Estacio, como uno de los cuatro regulati poetae (ii, vi, 7).
Los manuscritos supervivientes más conocidos de las obras de Virgilio incluyen el Vergilius Augusteus, el Vergilius Vaticanus y el Vergilius Romanus.

### Leyendas
En la Edad Media, la reputación de Virgilio era tal que inspiró leyendas que lo asociaban con la magia y la profecía. A partir de por lo menos el siglo III, los pensadores cristianos interpretaron la égloga IV, que describe el nacimiento de un niño inaugurando una edad de oro, como una predicción del nacimiento de Jesús. En consecuencia, Virgilio llegó a ser visto en un nivel similar a los profetas hebreos de la Biblia como uno que había anunciado el cristianismo.
Posiblemente, ya en el siglo II d. C., las obras de Virgilio también empezaron a ser vistas como poseedoras de propiedades mágicas y se usaban para la adivinación. En lo que se conoce como Sortes Vergilianae (Suertes virgilianas), los pasajes se seleccionaban e interpretaban al azar para responder a las preguntas. En el siglo XII, empezando por Nápoles pero extendiéndose por toda Europa, se desarrolló una tradición en la que Virgilio era considerado un gran mago. Las leyendas acerca de Virgilio y sus poderes mágicos siguieron siendo populares durante más de doscientos años, posiblemente haciéndose tan prominentes como sus propios escritos. El legado de Virgilio en el Gales medieval fue tal que la versión galesa de su nombre, Fferyllt o Pheryllt, se convirtió en un término genérico para el trabajador de la magia, y sobrevive en la palabra galesa moderna para el farmacéutico, fferyllydd.
La leyenda de "Virgilio en la canasta" surgió en la Edad Media, y se ve a menudo en el arte y se menciona en la literatura como parte del topos literario del Poder de la Mujer, demostrando la fuerza disruptiva del atractivo femenino en los hombres. En esta historia, Virgilio se enamoró de una hermosa mujer, a veces descrita como la hija o amante del emperador y llamada Lucrecia. Ella fingió seguirle el juego y acordó una cita en su casa, donde él debía colarse en la noche subiendo en una cesta grande que ella bajaría desde una ventana. Cuando lo hizo, la joven sólo lo izó hasta mitad de la pared y luego lo dejó atrapado allí hasta el día siguiente, expuesto al ridículo público. La historia es paralela a la de Phyllis montando sobre Aristóteles. Entre otros artistas que representan la escena, Lucas van Leyden hizo una xilografía o grabado en madera y más tarde un grabado.

### Tumba de Virgilio

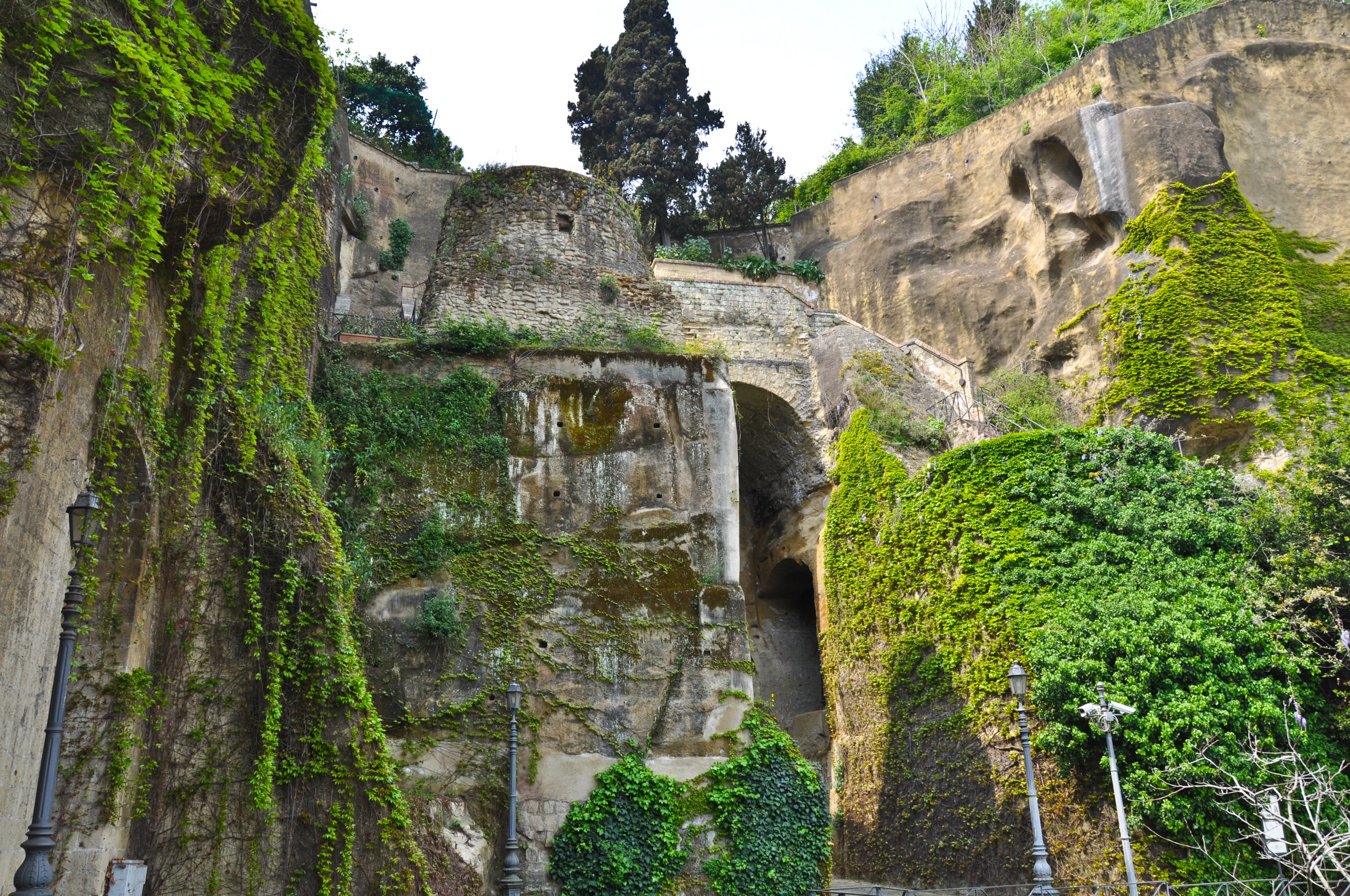
La tumba de Virgilio en Nápoles.

La estructura conocida como «tumba de Virgilio» se encuentra en la entrada de un antiguo túnel romano llamado Cripta Napolitana (también conocido como Grotta Vecchia) en Piedigrotta, un distrito de Nápoles, concretamente en el Parque Vergiliano a Piedigrotta. Mientras Virgilio ya era objeto de admiración y veneración literaria antes de su muerte, en la Edad Media su nombre se asoció con poderes milagrosos, y durante un par de siglos su tumba fue el destino de peregrinaciones y veneración.

## Manuscritos destacados
De Virgilio se conservan siete manuscritos en letras capitales, dos de ellos contienen pinturas que pertenecen a la época final de la antigüedad.
| Sigla, nombre, ubicación y signatura                                                                                | Origen y datación aprox. | Soporte, formato aprox., extensión, escritura           | Descripción del contenido                                                                                | Comentarios y material adjunto al texto | Referencias                             |
| --- | ------------------------ | ------------------------------------------------------- | --- | --- | --------------------------------------- |
| F = Vaticanus. - Ciudad del Vaticano: Biblioteca Apostólica Vaticana Vat. Lat. 3225.                                | Italia. siglo IV.        | - Pergamino. - 225×200 mm. - 76 ff. - Capital rústica.  | - G. 3–4. ff. 1-10. - E. 1–11. ff. 11-75. Fragmentos. - f. 76 pertenece a M.                             | - Decorado con 50 antiguas miniaturas polícromas. Las encuadra un marco rojo con detalles en oro y bordes negros, 6 son de página completa. - El primer v. de G. 3 y los tres primeros de E. 3 y 4 son en tinta roja. | CLA 1.11. PCL LXIII.                    |
| R = Romanus. - Ciudad del Vaticano: BA Vat. Lat. 3867.                                                              | Italia. siglo V.         | - Pergamino. - 330×323 mm. - 309 ff. - Capital rústica. | - B. ff. 1-18. - G. ff. 18-73. - E. ff. 75-309. Fragmentos. 77 ff. perdidos.                             | - Decorado con 19 antiguas miniaturas polícromas. Junto al texto de B. son 7 pinturas de pequeño formato (247/245×175/140 mm), 3 de ellas son retratos de Virgilio. Enfrentadas al texto de G. y E. son 12, de página completa (232/225×230/222 mm). - Argumenta, antes de cada libro de G. y E. Son diez hexámetros bajo el nombre de Ovidio. | CLA 1.19. PCL LXV.                      |
| P = Palatinus. - Ciudad del Vaticano: BA Pal. Lat. 1631.                                                            | Italia. Siglo IV/V.      | - Pergamino. - 300×235 mm. - 257 ff. - Capital rústica. | - B. ff. 1-17. - G. ff. 18-56. - E. ff. 57-256. Fragmentos. 33 ff. perdidos.                             | - El volumen tiene 571 ff. en total, contando páginas en blanco colocadas para separar los folios de pergamino. - Algunas páginas comienzan con grandes iniciales en tinta roja. - Contiene 600 glosas marginales en latín y 16 en antiguo alto alemán, en letra minúscula del s. IX. | CLA 1. 99. PCL LXIV.                    |
| M = Mediceus. - Florencia: Biblioteca Medicea Laurenziana XXXIX. 1. - Ciudad del Vaticano: BA Vat. Lat. 3225 f. 76. | Italia. siglo V.         | - Pergamino. - 200×150 mm. - 221 ff. - Capital rústica. | - B. 6.48-10. ff. 1-9. - G. 1-4. ff. 9-46. - E. 1-12. ff. 48-221. Fragmentos.                            | - El f. 8 contiene una suscripción y dísticos, en letras capitales y unciales, que indica que fue revisada por el cónsul Turcio Rufio Aproniano, firmada en Roma en el año 494. - El f. 76 de F pertenece a este códice, contiene E. 8585-642, corresponde a una laguna entre los ff. 156-157. | CLA 3.**296. CLA 1.** p. 5. PCL LXVI 1. |
| G = Sangallensis. - San Galo: Stiftsbibliothek 1394 pp. 7–49.                                                       | Italia. siglo V.         | - Pergamino. - 325×350 mm. - 12 ff. - Capital cuadrada. | - B. Colofón. G. Título. 1 f. - G. 4345-566. 3 ff. - E. 1, 3, 4, 6. 8 ff. Fragmentos.                    | - Palimpsesto: 4 ff. tienen una segunda escritura del s. XII. En el s. XV trozos del pergamino se usaron para remendar encuadernaciones de otros mss. de la Biblioteca de la Abadía. Los restos se recuperaron en 1822. - La escritura corresponde a dos copistas distintos. | CLA 7.977. PCL LXII.                    |
| V = Veronensis. - Verona: Biblioteca Capitolare XL (38).                                                            | Galia. siglo V.          | - Pergamino. - 268×215 mm. - 51 ff. - Capital rústica.  | - B. 3, 5–8. 4 ff. - G. 2–4. 8 ff. - E. 1–12. 37 ff. Fragmentos.                                         | - Palimpsesto: El texto fue borrado y el códice reutilizado en el siglo VIII. El texto antiguo contiene además fragmentos de las obras de Tito Livio y de Euclides, en capitales rústicas del s. V. Estos restos se descubrieron en 1818. - Scholia Veronensia: Copiosos escolios marginales e interlineares en letra uncial del siglo V. Son extractos de fuentes hoy perdidas y no conservadas en otros mss., como los textos de Ásper y Cornuto, entre otros. | CLA 4.498. PCL LXXV 1.                  |
| A = Augusteus. - Ciudad del Vaticano: BA Vat. Lat. 3256. - Tubinga: Universitätsbibliothek Codex A.                 | Italia. siglo V.         | - Pergamino. - 425×325 mm. - 7 ff. - Capital cuadrada.  | - G. 1.41-280. 6 ff. 3181-220. 1 ff. - E. 4302-305. Schedae Vaticanae: 4 ff. Schedae Berolinenses: 3 ff. | - Las iniciales de cada página son de gran tamaño y pintadas de rojo, azul y verde. - Los ff. de Tubinga pertenecían hasta hace poco a la Biblioteca Estatal de Berlín con la signatura "Lat. F. 416". - Los 4 versos de la Eneida que se conservan corresponden a un folio hoy perdido, publicados en facsímil en 1709. | CLA 1.13. CLA 8.**13. PCL LXI.          |

- En letras minúsculas[15]

- π = Pragensis. Siglo X
- a = Bernensis 172. Siglo X.
- b = Bernensis 165. Siglo IX.
- c = Bernensis 184. Siglo IX.
- γ = Gudianus lat. 2°70 = Guelferbytanus, por provenir de la Herzog August Bibliothek, en Wolfenbüttel. Siglo X.
- m = Minaurogiensis. Siglo X o XII.
- r = Rehdigeranus 136. Siglo XII.

## Ediciones
- P. Vergili Maronis opera, recognovit brevique adnotatione critica instruxit Fredericus Arturus Hirtzel. Oxonii: Typographeo Clarendoniano. 1900. (Reimpresión en 1966)[16]
- P. Vergili Maronis opera omnia ex recensione Henrici Nettleship a Joanne P. Postgate relecta. Londini: apud MacMillan et socios. 2 vol. 1912.[17]
- Oeuvres de Virgile. Texte latin. Publiées par F. Plessis et P. Lejay. París: Hachette. 1919.[18]
- P. Vergili Maronis opera, post Ribbeckium tertium recognovit Gualtherus Ianell. Editio maior. Lipsiae: in aedibus B. G. Teubneri. 1920. [1930]
- P. Vergili Maronis opera. Remigius Sabbadini recensuit. Romae: Typis regiae officinae polygraphicae. 2 vol. 1930.
- The works of Vergil, with a commentary by J. Conington and H. Nettleship, revised by F. Haverfield. Hildesheim: Georg Olms Verlagsbuchhandlung. 2 vol. 1963.
- P. Vergili Maronis opera. apparatu critico in artius contracto iterum recensuit Otto Ribbeck. Hildesheim: Georg Olms Verlagsbuchhandlung. 4 vol. 1966.[19]
- P. Vergili Maronis opera. recognovit brevique adnotatione critica instruxit R. A. B. Mynors. Oxonii: e Typographeo Clarendoniano. 1969. [1990][20]
- P. Vergili Maronis opera, post Remigium Sabbadini et Aloisium Castiglioni; recensuit Marius Geymonat. Aug. Taurinorum: G. B. Paravia, Corpus Scriptorum Latinorum Paravianum. 1973. [Nuova edizione con aggiunte e corr. Roma: Edizioni di storia e letteratura. 2008][21]

## Traducciones
- Traducciones modernas al español, de las obras completas:

1. P. Virgilii Maronis opera omnia = Obras completas de P. Virgilio Marón, traducidas al castellano por Eugenio de Ochoa. [Madrid: Imp. y Estereotipia de M. Rivadeneyra. 1869][22]
2. Obras de Virgilio, traducidas en versos castellanos, con una introducción y notas por Miguel Antonio Caro. Bogotá: Echeverría Hermanos. 3 v. 1873-1876.[23]
3. La Eneida en la República Argentina. Traducción de los señores Dr. D. Vélez Sarfield y J. C. Varela. Publicada bajo los auspicios de las familias de ambos traductores, y con una reseña sobre ellos por Domingo F. Sarmiento y Adolfo Saldías. Buenos Aires. Félix Lajouane, Editor. [1888][24]
4. Obras de Virgilio, estudio crítico por Sainte-Beuve, versión castellana de Manuel Machado. París: Garnier Hermanos. [1914][25]
5. Obras completas. Publio Virgilio Marón, prólogo, interpretación y comento de Lorenzo Riber. Madrid: M. Aguilar. [Bolaños y Aguilar] 1934.[26]
6. La Eneida. Bucólicas. Geórgicas. Publio Virgilio Marón, la traducción de La Eneida de F. V. revisada y corregida por Miguel Querol, traductor de las Bucólicas y Geórgicas. [Barcelona: Joaquín Gil. Agustín Núñez. 1944][27]
7. Obras completas de Virgilio. Introducción, prólogo y notas de Marcial Olivar. Barcelona: Montaner y Simón. [Clarasó. 1951]  [Reimp. Montaner y Simón. 1967][28]
8. Obras completas, traducción, estudios preliminares y notas de Emilio Gómez de Miguel. Madrid: [Sáez Hnos., s.a.] [5.ª ed. Sáez. 1961][29]
9. Virgilio en verso castellano. Bucólicas. Geórgicas. Eneida. Aurelio Espinosa Pólit. México: Jus, Clásicos universales n.º 4. 1.ª edición. 1961.[30]
10. La Eneida, seguida de las Bucólicas y Geórgicas de Publio Virgilio Marón; traducción del latín, prólogo y notas por Miquel Querol. [Barcelona: Iberia, Diamante. 1963] [Nueva ed. Barcelona: Iberia, D.L. 1990.][31]
11. La Eneida. Bucólicas. Geórgicas. Virgilio; traducción realizada por Javier Cabrero. Arganda del Rey: EDIMAT. [2002][32]
12. Obras completas. Publio Virgilio Marón; traducción de Bucólicas, Geórgicas y Eneida, Aurelio Espinosa Pólit; traducción de apéndice virgiliano, Arturo Soler Ruiz; edición bilingüe, introducción, apéndices y traducción de la Vida de Virgilio, Pollux Hernúñez.  Madrid: Cátedra, Bibliotheca avrea.  1.ª ed. 2003.[33]